# Марія Александріна, принцеса Саксен-Веймар-Айзенаська
Марія Анна Александріна Софія Августа Олена Саксен-Веймар-Айзенаська (нім. Marie Anna Alexandrine Sophie Auguste Helene von Sachsen-Weimar-Eisenach, 20 січня 1849 — 6 травня 1922) — принцеса Саксен-Веймар-Айзенаська, старша дочка та друга дитина у родині Карла Олександра, великого герцога Саксен-Веймар-Айзенаського та його дружини, принцеси Вільгельміни Софії Нідерландської.
У 1900—1909 роках, до того, як народилася принцеса Юліана, принцеса Марія Александріна була другою у черзі на нідерландський престол після свого племінника, Вільгельма Ернста, великого герцога Саксен-Веймар-Айзенаського. 

## Біографія

### Шлюб і діти
Юні принцеси Марія та її двоюрідна сестра Поліна розглядалися як можливі наречені для Альберта Едуарда, принца Уельського (майбутнього короля Едуарда VII). Ці плани не увінчалися успіхом, проти цього шлюбу виступила мати принца королева Вікторія. Принц пізніше одружився з данською принцесою Олександрою. 
6 лютого 1876 року у Веймарі, Марія стала дружиною принца Генріха VII Рейс цу Кестріц.  

### Нідерландський трон
Смерть короля Нідерландів Віллема III у 1890 році звела на престол його неповнолітню дочку Вільгельміну у віці десяти років. Вільгельміна вийшла заміж за принца Генріха Мекленбург-Шверінського у 1901 році, але шлюб залишився бездітним до народження принцеси Юліани у 1909 році. Таким чином, можливим претендентом на нідерландський престол міг стати онук сестри Віллема III Вільгельм Ернест, великий герцог Саксен-Веймар-Ейзенахський. 
Вільгельм Ернест заявив, що він відмовиться наслідувати нідерландський престол, якщо, як вимагала голландська конституція, йому доведеться відмовитися від титулу великого герцога Саксен-Веймар-Ейзенахського. У зв'язку з цим, спадкоємцем трону стала б його тітка Марія Александріна, а за нею її старший син принц Генріх XXXII Рейс цу Кестріц. До часу всіх цих подій Марія Александріна була вже старою вдовою, що мала проблеми зі здоров'ям. Тому передбачалося, що вона відмовиться від своїх прав на престол та передасть їх синові. Французи та англійці побоювалися, що якщо на престол зійде Генріх XXXII Рейс цу Кестріц, то Нідерланди увійдуть до Німецької імперії. Тісні зв'язки принца з родиною Гогенцоллернів були відомі, а за законами Німеччини, якщо німець займає який-небудь престол, він повинен підкорятися Німеччині. 
Принцеса Марія померла 6 травня 1922 року в 73-річному віці. 

## Родина
У шлюбі народила шестеро дітей: 
- Син (1877)
- Генріх XXXII Рейс цу Кестріц (1878—1935); одружився із принцесою Марією Адельхайд Ліппе-Бістерфельдською (1895—1993)
- Генріх XXXIII Рейс цу Кестріц (1879—1942); одружений першим шлюбом із принцесою Вікторією Маргаритою Прусською (1890—1923), у другому — із Аллен Тью (1876—1955)
- Йоганна Рейс цу Кестріц (1882—1883)
- Софія Рената Рейс цу Кестріц (1884—1968); дружина принца Генріха XXXIV Рейс цу Кестріц (1887—1956)
- Генріх XXXV Рейс цу Кестріц (1887—1936); одружився першим шлюбом із принцесою Марією Саксен-Альтенбурзькою (1888—1947), другим — із принцесою Марією Аделаїдою Ліппе-Бістерфельдською (1895—1993)